# Noriyuki Makihara
Noriyuki Makihara (槇原 敬之, Makihara Noriyuki, né le 18 mai 1969 à Takatsuki, préfecture d'Osaka, au Japon), surnommé Mackey (マッキー), est un chanteur japonais, auteur-compositeur-interprète. Il débute en 1990 et connait rapidement le succès avec son tube Donna Toki mo, n°1 des charts Oricon en 1991. Il sort une quarantaine de singles et une vingtaine d'albums originaux durant les deux décennies suivantes. Il écrit aussi pour d'autres artistes, et en produit, en parallèle à sa carrière solo.

## Biographie
Le 13 février 2020, Noriyuki Makihara a été arrêté par la police de Tokyo pour possession de substance hallucinogène.

## Discographie

### Albums
Albums originaux
1. 1990.10.25 : Kimi ga Warau Toki Kimi no Mune ga Itamanai You ni (君が笑うとき君の胸が痛まないように)
2. 1991.09.25 : Kimi wa Dare to Shiawase na Akubi wo Shimasu ka. (君は誰と幸せなあくびをしますか。)
3. 1992.06.25 : Kimi wa Boku no Takaramono (君は僕の宝物)
4. 1993.10.31 : SELF PORTRAIT
5. 1994.10.25 : PHARMACY
6. 1996.07.25 : ver.1.0E LOVE LETTER FROM THE DIGITAL COWBOY
7. 1996.10.25 : UNDERWEAR
8. 1997.11.27 : Such a Lovely Place
9. 1999.07.07 : Cicada
10. 2000.11.29 : Taiyou (太陽)
11. 2001.11.21 : Home Sweet Home
12. 2002.11.07 : Honjitsu wa Seiten Nari (本日ハ晴天ナリ)
13. 2004.08.11 : EXPLORER
14. 2006.02.22 : LIFE IN DOWNTOWN
15. 2007.11.07 : Kanashimi Nante Nan no Yaku ni mo Tatanai to Omotteita. (悲しみなんて何の役にも立たないと思っていた。)
16. 2008.11.19 : Personal Soundtracks
17. 2010.06.23 : Fuan no Naka ni Te wo Tsukkonde (不安の中に手を突っ込んで)
18. 2011.07.27 : Heart to Heart
19. 2012.12.19 : Dawn Over the Clover Field

Remix Albums
1. 1996.08.10 : LOVE CALLS FROM THE DIGITAL COWGIRL

Cover Albums
1. 1998.10.28 : Listen To The Music
2. 2005.09.28 : Listen To The Music 2

Live Albums
1. 2002.05.09 : THE CONCERT -CONCERT TOUR 2002 ~Home Sweet Home~
2. 2004.11.25 : SYMPHONY ORCHESTRA "cELEBRATION"
3. 2006.03.15 : SYMPHONY ORCHESTRA Concert "cELEBRATION 2005" ~Heart Beat~

### Compilations
1. 1997.05.10 : SMILING ~THE BEST OF NORIYUKI MAKIHARA~
2. 1997.09.25 : SMILING2 ~THE BEST OF NORIYUKI MAKIHARA~
3. 1998.05.10 : SMILING3 ~THE BEST OF NORIYUKI MAKIHARA~
4. 1999.02.24 : SMILING GOLD ~THE BEST & BACKING TRACKS~
5. 2000.05.24 : 10.Y.O. ~THE ANNIVERSARY COLLECTION~
6. 2000.12.06 : NORIYUKI MAKIHARA SINGLE COLLECTION ~Such a Lovely Place 1997-1999~
7. 2002.01.23 : Makihara Noriyuki Song Book "since 1997~2001"
8. 2004.08.25 : Completely Recorded
9. 2010.01.01 : Noriyuki Makihara 20th Anniversary Best LOVE
10. 2010.01.01 : Noriyuki Makihara 20th Anniversary Best LIFE
11. 2012.11.14 : ? (秋うた、冬うた。〜もう恋なんてしない )
12. 2013.03.20 : ? (春うた、夏うた。〜どんなときも。)

### Coffrets
1. 1998.11.26 : SMILING BOX
2. 2003.02.05 : MAKIHARA NORIYUKI BOX (マキハラノリユキBOX)

### Singles
1. 1990.10.25 : NG
2. 1991.04.25 : ANSWER
3. 1991.06.10 : Donna Toki mo. (どんなときも。)
4. 1991.11.10 : Fuyu ga Hajimaru yo (冬がはじまるよ)
5. 1992.05.25 : Mou Koi Nante Shinai (もう恋なんてしない)
6. 1992.10.25 : Kitakaze ~Kimi ni Todokimasu You ni~ (北風 ～君にとどきますように～)
7. 1993.04.25 : Kanojo no Koibito (彼女の恋人)
8. 1993.09.01 : No.1
9. 1993.10.01 : Zuru Yasumi (ズル休み)
10. 1993.11.28 : Yuki ni Negai wo (雪に願いを)
11. 1994.05.25 : Futatsu no Negai (2つの願い)
12. 1994.08.25 : SPY
13. 1996.04.10 : SECRET HEAVEN
14. 1996.04.10 : Cowboy
15. 1996.09.25 : Dou Shiyou mo Nai Boku ni Tenshi ga Oritekita (どうしようもない僕に天使が降りてきた)
16. 1996.11.18 : Mada Ikiteru yo (まだ生きてるよ)
17. 1997.07.30 : Sunao (素直)
18. 1997.10.29 : Montage (モンタージュ)
19. 1998.01.21 : Ashioto (足音)
20. 1998.07.23 : HAPPY DANCE
21. 1998.11.26 : STRIPE!
22. 1999.06.02 : Hungry Spider
23. 2001.04.25 : Momo (桃)
24. 2001.10.24 : Are You OK?
25. 2002.05.22 : Ame ni mo Makezu (雨ニモ負ケズ)
26. 2002.08.07 : Hanabi no Yoru (花火の夜)
27. 2002.09.26 : Kore wa Tada no Tatoe Banashi ja Nai (これはただの例え話じゃない)
28. 2003.02.13 : Wow
29. 2003.05.22 : Kimi no Namae wo Yonda Ato ni (君の名前を呼んだ後に)
30. 2003.06.25 : Good Morning!
31. 2004.04.28 : Yasashii Uta ga Utaenai (優しい歌が歌えない)
32. 2004.07.28 : Boku ga Ichiban Hoshikatta Mono (僕が一番欲しかったもの)
33. 2005.05.18 : Akenai Yoru ga Kuru Koto wa Nai (明けない夜が来ることはない)
34. 2005.11.02 : Kokoro no Compass (ココロノコンパス)
35. 2006.02.01 : Hon no Sukoshi Dake (ほんの少しだけ)
36. 2007.08.15 : GREEN DAYS
37. 2007.12.12 : Akai Muffler / Ogenki de! (赤いマフラー/お元気で!)
38. 2008.02.06 : Firefly~Boku wa Ikiteiku (Firefly～僕は生きていく)
39. 2008.07.23 : WE LOVE YOU.
40. 2009.11.25 : Mugen no Kanata e ~To infinity and beyond~ (ムゲンノカナタヘ)
41. 2001.03.12 : Ringo no Hana (林檎の花)
42. 2012.04.25 : ? (恋する心達のために)
43. 2012.10.24 : ? (四つ葉のクローバー)

### Vidéos
1. 1991.06.25 : Shiawase no Kioku (幸せの記憶)
2. 1991.12.10 : Boku wa Koko ni Imasu. ~Makihara Noriyuki Ichiban Hajime no Live~ (僕はここにいます。～槇原敬之一番はじめのライヴ～)
3. 1993.04.25 : Kimi wa Boku no Takaramono TOUR'92
4. 1997.06.10 : SMILING ~THE VIDEO COLLECTION~
5. 1999.07.07 : STRANGE ATTRACTION?
6. 2002.01.23 : NORIYUKI MAKIHARA VIDEO CLIP COLLECTION
7. 2008.01.16 : Noriyuki Makihara in concert "LIVE IN DOWNTOWN"
8. 2008.06.04 : Boku ga Ichiban Hoshikatta Mono (僕が一番欲しかったもの)